# Звукова викрутка

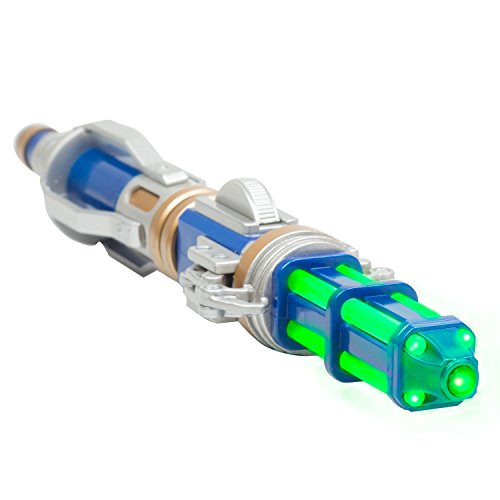
Звукова викрутка із серіалу 2015 року

Звукова викрутка (англ. sonic screwdriver) — універсальний інструмент, використовуваний головним героєм в телесеріалі «Доктор Хто».
Її основна функція — впливати на різні механізми (від найпростіших до кібернетичних) за допомогою звукових хвиль. У найперших своїх появах в серіалі, вона володіла досить скромним набором функцій, але які перевищують можливості звичайної викрутки. З часом викрутка була вдосконалена і отримала безліч нових можливостей. Основна ж функція, яка використовується протягом серіалу — відкриття і закриття дверей та інших подібних механізмів.
Як і TARDIS, вона стала одним із символів телесеріалу і тісно асоціюється з Доктором.

## Історія

### У класичному серіалі
Вперше звукова викрутка з'явилася в епізоді «Глибока лють» (1968), де Доктор використовував її як багатофункціональний інструмент, з рідкісними варіантами появи по ходу серій. Можливості викрутки не дуже змінювалися від серії до серії, і як саме вона працює, ніколи не пояснювалося. Як би там не було, сама назва має на увазі, що викрутка функціонує за допомогою використання звукових хвиль, дистанційно впливаючи на фізичні сили об'єктів, наприклад, на механізми в замках.
Супутниця Третього Доктора, Ліз Шо також використовувала звукову викрутку в епізоді «Інферно» (1970).
В епізоді «Морські дияволи» (1972) Доктор використовував викрутку, щоб знешкодити з відстані міни. Ця особлива модель мала рухому секцію, що переміщається вгору-вниз при використанні.
Супутниця Доктора, Повелителька Часу Романа сконструювала свою власну звукову викрутку, вперше показану в «Місті смерті» (1979). Вона була меншою й витонченішою, ніж у Доктора, і він був настільки вражений її дизайном, що навіть спробував (невдало) поміняти викрутки — свою і Романи.
Звукова викрутка зникла з «Доктора Хто» в 1982 році, коли її знищили терлептілами в епізоді «Об'їзд». Викрутка не згадувалася аж до самого кінця серіалу, хоча потім з'явилася у фільмі про Восьмого Доктора, де Сьомий доктор використовував її для закриття скриньки з духом Майстра.

### У відновленому серіалі
Абсолютно нова звукова викрутка, з синім ліхтариком на кінці і додаванням традиційного звукового ефекту, з'явилася у відновлених серіях 2005 року. Нова викрутка виглядає взятою з тієї ж технології, що й нова консоль TARDIS.

### Викрутка Одинадцятого Доктора
У серії «Одинадцята година» Одинадцятий Доктор намагається привернути увагу атраксі за допомогою звукової викрутки. Викрутка перегорає від напруги і вибухає. В кінці серії TARDIS видає Доктору нову викрутку з золотистим корпусом і зеленим ліхтариком. У серіях «День місяця» і «Час закриття», можна побачити як відходять від викрутки зелені промені б'ють в супротивника, що свідчить проте, що нова викрутка може бути використана як зброя.
У тій же серії викрутка виявилася здатна розширити тріщину в просторі-часі.
У серії «Звір внизу» викрутка зробила чутним для людей звуки, що видаються зоряним китом.
У серії «Холодна Кров» Доктор використовує її, проти сілуріанців, деактивуючи їх лазерну зброю.
У серії «Різдвяна пісня» Одинадцятий Доктор підвішує викрутку на мотузку, щоб відстежити сигнал. Викрутку проковтує акула і пожувавши, випльовує тільки частина, а друга залишається в шлунку хижака. Так само там була згадка, що викрутка намагається відновитися і притягує до себе другу частину. У 6 сезоні Доктор користується вже новою ідентичною викруткою.
У серії «День Місяця» Доктор використовує звукову викрутку як зброю проти Тиші, допомагаючи Рівер Сонг, яка використовує бластер.
Викрутка може дестабілізувати програмовану матерію, перетворюючи її в калюжу («Бунтівна плоть» і «Майже люди»).

## Використання
Крім відкривання замків (як механічних, так і електронних) та відновлення об'єктів, нова викрутка володіє наступними новими функціями:
- Виявлення і блокування телепатичних сигналів Свідомості нестін (епізод «Роуз»)
- Як комп'ютерний інструмент («Кінець Світу», «Шумне місто»)
- Перехоплення Переміщуй сигналів («Кінець Світу», «Шумне місто»)
- Отримання кредиту з банкомату («Кінець Світу», «Довга гра», «Наречена-втікачка»)
- Зарядка батареї («День батька»)
- Як медичний сканер («Порожня дитина», «Нова Земля»)
- Виклик резонансу в бетоні, відновлення колючого дроту («Доктор танцює»)
- Знищення механічних пристосувань («Довга гра», «Злий вовк»)
- Дистанційне активування «екстреної програми» в TARDIS («Шляхи розходяться»)
- Запалювання свічок («Дівчина в каміні»)
- Деактивація електроніки («Століття сталі»)
- Відрізання мотузок («Століття сталі») і розрізання сталевого кабелю («Співучасники»)
- Часткова реконструкція людей, поглинених Абзорбалоффом («Любов і монстри»)
- Переривання сили іонної конструкції («Бійся її»)
- Переривання контрольованого кіберлюдьми сигналу, переданого по Bluetooth через навушники («Армія привидів»)
- При необхідності — відкриття дверей вибухом («Судний день»)
- У серії «Бій барабанів», конструюючи фільтри сприйняття для себе, Марти і Джека, Доктор використовував викрутку як паяльник.
- У серії «Планета мертвих» Доктор затемнює свої окуляри і вони стають сонцезахисними. Також Доктор з'являється в затемнених окулярах в серії («Дівчина в каміні») і спецвипуску («Кінець часу»).
- Штовхання предметів (блоки в «Вогні Помпеї» інша звукова викрутка в «Співучасники», ключ у «Давай Вб'ємо Гітлера»)
- Модифікація мобільного телефону: здатність дзвонити і приймати дзвінки з будь-якого часу і місця в галактиці.
- Розкриття та деактивація камуфляжу (шіммери) («Кінець часу»)

Налаштування «2428-Д» для відновлення колючого дроту в серії «Доктор танцює» (2005) показує, що у викрутки є принаймні стільки функцій, а швидше за все, і більше.
В одній із серій 4 сезону («Тиша в бібліотеці») Десятий Доктор говорить, що викрутка не працює з деревом, пояснюючи це тим що структура дерева надто складна.
У «Різдвяному вторгненні» (2005) Десятий Доктор використовує викрутку більше як зброю і досі має схильність до дещо загрозливого стилю використання викрутки. Тим не менш, Доктор стверджує, що «звукова викрутка не може вбивати, поранити або калічити».
У епізоді «Злий вовк» (2005) і «Зустрічі в школі» (2006) вона виявляється нездатною відкрити об'єкти, заблоковані «тупиковою печаткою».
В епізоді «Сміт і Джонс» (2007), викрутка Доктора перегорає від перенапруги. Спочатку він з жалем її розглядає, кажучи: «Я люблю свою викрутку …», а потім просто викидає через плече. В кінці серії він показує ідентичну нову викрутку.
Радіус дії викрутки коливається від декількох сантиметрів до десятків метрів (вплив на іншу звукову викрутку через декілька поверхів в епізоді «Співучасники») або навіть сотень кілометрів при уловлюванні сигналів з космосу.

## Інші звукові викрутки
У серіалі «Пригоди Сари Джейн» у Сари Джейн є звукова викрутка, яку їй подарував Доктор. Вона із золотистим корпусом і червоним ліхтариком у формі губної помади, при використанні вона звучить як у Доктора.
В епізоді «Тиша в бібліотеці» (2008) майбутня супутниця Доктора — Рівер Сонг показала йому свою, поліпшену викрутку. Вона мала червоний режим, який створив Доктор з майбутнього, але не знав Доктор із сьогодення. Зовні вона дуже схожа на викрутку Десятого Доктора, але має пістолетну рукоятку, що робить її більш зручною.
У серіалі «Торчвуд» в епізоді «Фрагменти» співробітниця  Інституту Торчвуд (до свого вербування) Тошіко Сато вкрала з архівів юніти креслення і схеми звукового модулятора, яке нагадувало звукову викрутку, проте креслення були частково невірні і помилкові, але Тошико в процесі складання машинально виправила їх, чим і привернула увагу Торчвуд. У завершеному вигляді пристрій нагадував збільшену версію викрутки Доктора, але набагато грубішу і неелегантну. Функції, судячи з усього, були обмежені, фактично показана була лише одна : частково паралізуюче звукове випромінювання, що супроводжується звуком викрутки Доктора і синім світінням.
У серії «Давайте вб'ємо Гітлера» Доктор віддав свою викрутку Емі і Рорі, а собі залишив «звукову тростину» — чорно-срібну паличку з викруткою в набалдашнику.
У серії 4 сезону «Співучасники» вирощувачка адіпоузів місіс Фостер мала звукову ручку. Зовні вона виглядає як звичайна авторучка, але ковпачок, на який натискають, світиться синім світлом. Вона слабша викрутки Доктора, хоча за допомогою неї Доктор призупиняє народження адіпоузів.